# Kilenc koffer
A Kilenc koffer Zsolt Béla utolsó, a szerző halála miatt torzóban maradt, egyenetlen, mégis remekmű-gyanús regénye. A publikálása  folytatásokban 1946. május 30-án indult a Haladásban, a Magyar Radikális Párt hetilapjában, amelynek Zsolt Béla szerkesztője, aztán főszerkesztője is volt. A második rész kiadása 1947. február 20-án indult meg, de február 27-én már meg is szakadt: „Lapunk főszerkesztője, Zsolt Béla az elmúlt hét végén súlyosan megbetegedett, és a zugligeti Tündérhegyi Szanatóriumba kellett szállítani. Állapota javulóban van..." Ez hiú remény volt, a szerző meghalt.
A Kilenc koffer könyv alakban való megjelentetését 1947 őszére igérték, amiből semmi nem lett; a Haladást, a Radikális Pártot és a regényt elsodorta a történelem.
Könyv alakban csak 1980-ban jelent meg. A magyar filmrendezők közül ugyan többen is tervezték a vászonra adaptálni (pl. Simó Sándor), de ezidáig senkinek nem jött össze.
A Kilenc koffer – holokauszt-memoár: „Kinn, a városban zavarórepülés van, de minket nem érdekel. A csillag, a bélyeg nemcsak az élet kedvezményeiből zár ki minket, de félelmeiből is. Nem félünk a légitámadástól, semmiféle halálnemtől.”
Zsolt és felesége Párizsból a háború kitörése miatt hazatért Magyarországra. Utazhattak volna a semleges Portugáliába is, de csak az Orient Express vállalta az összes csomagjuk – a „kilenc koffer” – szállítását.

„A Kilenc koffer... beletartozik abba a háború utáni világirodalmi regényfolyamba, amelynek egyes darabjai a munkatáborok poklát, a zsidóüldözéseket, egyfajta életforma és szemlélet végét mutatták be. Erősen önéletrajzi ihletésű: Zsolt Béla valóban kilenc kofferrel akart menekülni a németek elől, majd hirtelen elhatározástól vezettetve mégis visszatért Magyarországra. Sok hányattatás után a nagyváradi gettóba került, majd onnan egy német koncentrációs táborba. A regénybeli "kilenc koffer" nemcsak az élet fordulójának, hanem egy életvitel megszakadásának is jelképe. Amikor a mű végén a nagyváradi gettóban embertelen szenvedéseket átélt zsidókat vagonokba gyömöszölik, s csak a betegeket hagyják hátra, a deszkapalánkkal határolt udvarban egymásra hányva ott maradnak az elhurcoltak csomagjai, közöttük a regény cselekményében újra meg újra felbukkanó kilenc koffer is, azt jelezve, hogy jóvátehetetlenül véget ért egy korszak, melynek tárgyi emlékei őrzik ugyan volt gazdáik érintését, de mindez már csak fájó emlék, mementó, amelyet azért kell felidéznünk, hogy fájdalmas emberi tanulságai által gazdagabbak lehessünk egy új időszakban.”

– Németh Andor